# Cryphia pallida
Cryphia pallida là một loài bướm đêm trong họ Noctuidae.